# Spolu z domu
Spolu z domu je dvoudílný televizní pořad TV Nova. Pořad funguje na principu videohovoru známých osobností, který probíhá u nich doma. Diváci tak mají možnost nahlédnout do soukromí známých osobností a zároveň se dozvědět něco o jejich životě. Pořad moderují Ondřej Sokol, Jakub Kohák a Adéla Gondíková. Premiérově vysílán byl v dubnu 2020 v pátek večer.

## Formát
Délka jednoho dílu pořadu je 45 minut. Za pořadem stojí Simona Matásková, která nápad převzala z Německa. Celých 45 minut pořadem provázejí Ondřej Sokol, Jakub Kohák a Adéla Gondíková. Ze svých domovů spolu volají a průběžně se do hovoru připojují i různí hosté. Kromě zábavních účelů ale pořad představil i zdravotní sestry a lékařky z pražské Fakultní nemocnice Bulovka. Díly pořadu byly předtočené, ale probíhaly improvizovaně.

## Účinkující
| Díl | Moderátoři                               | Hosté                                                                           |
| --- | ---------------------------------------- | ------------------------------------------------------------------------------- |
| 1.  | Ondřej Sokol Adéla Gondíková Jakub Kohák | Lucie Borhyová, Janek Ledecký, Jan Cina, Ester Ledecká, Petr Vančura            |
| 2.  | Ondřej Sokol Adéla Gondíková Jakub Kohák | Jiří Langmajer, Tomáš Klus, Karolína Kurková, Martina Formanová, Tamara Klusová |